# Гіпотеза бабусі
Гіпотеза бабусі — теорія, яка пояснює існування менопаузи в історії людського життя, визначаючи адаптивну цінність розширених родинних зв'язків. Вона ґрунтується на раніше постульованій «гіпотезі матері», яка стверджує, що з віком витрати на розмноження стають більшими, і енергію, присвячену цій діяльності, краще витратити на допомогу нащадкам у їхніх репродуктивних зусиллях. Гіпотеза полягає в тому, що, перенаправляючи свою енергію на нащадків, бабусі можуть краще забезпечити виживання своїх генів через молодші покоління. Забезпечуючи прожиток і підтримку своїм нащадкам, бабусі не тільки гарантують задоволення своїх генетичних інтересів, але й розширюють свої соціальні мережі, що може призвести до кращого безпосереднього отримання ресурсів. Цей ефект може розширити зв'язки між родичами у ширші спільноти і принести користь ширшій груповій пристосованості.

## Передісторія
Одне з пояснень цьому запропонував Д. К. Вільямс, який першим припустив, що менопауза є певною мірою адаптацією. Вільямс припустив, що в певний момент жінкам стало вигідніше перенаправити репродуктивні зусилля на посилену підтримку наявних нащадків. Він стверджував, що оскільки діти, які залежать від жінки, помруть, як тільки вона сама помре, літнім жінкам варто припинити народжувати нових дітей і зосередитися на тих, що вже існують. Таким чином, вони уникнуть вікових ризиків, пов'язаних з розмноженням, і тим самим усунуть потенційну загрозу для подальшого виживання нинішніх нащадків. Еволюційні міркування, що стоять за цим, ґрунтуються на суміжних теоріях.

### Родинний відбір
Родинний відбір забезпечує основу для адаптивної стратегії, за допомогою якої альтруїстична поведінка надається близькоспорідненим особам, оскільки існують легко ідентифіковані маркери, що вказують на їхню ймовірність відповісти взаємністю. Родинний відбір неявно присутній у теоріях успішного поширення генетичного матеріалу через розмноження, оскільки допомога особі, яка з більшою ймовірністю поділиться своїм генетичним матеріалом, краще забезпечить виживання принаймні його частини. Правило Гамільтона припускає, що індивіди надають перевагу тим, хто більш споріднений з ними, коли витрати для них самих є мінімальними. Математично це моделюється як {\displaystyle rb>c}. Отже, можна очікувати, що бабуся відмовиться від розмноження, як тільки вигода від допомоги цим особам (b), помножена на спорідненість з ними (r), переважить витрати, пов'язані з відмовою бабусі від розмноження (c).
Є дані, що свідчать про родинний відбір, пов'язаний зі змінами, спричиненими кліматом, приблизно 1,8-1,7 мільйона років тому, у практиках добування їжі та її розподілу між жінками. Ці зміни збільшили залежність дітей, змушуючи матерів обирати менш цінне, поширене джерело їжі (бульби), яке вимагало навичок дорослої людини для збирання та переробки. Такі вимоги обмежували міжродові інтервали у жінок, створюючи можливість для відбору на користь гіпотези про бабусь.

### Батьківські вкладення
Батьківські вкладення, сформульовані Робертом Тріверсом, визначаються як будь-яка вигода, яку батьки надають нащадкам за рахунок своєї здатності інвестувати в інші сфери. Ця теорія пояснює динамічні статеві відмінності у вкладеннях в дитинчат, що спостерігаються у більшості видів тварин і рослин. Вона проявляється насамперед у розмірі гамет, оскільки яйцеклітини більші і набагато енерговитратніші, ніж сперматозоїди. Самки також значно впевненіші у своїй генетичній спорідненості з нащадками, оскільки народження слугує дуже надійним маркером спорідненості. Ця невпевненість у батьківстві, яку відчувають чоловіки, робить їх менш схильними до інвестицій, ніж жінок, оскільки для чоловіків забезпечення життєдіяльності нащадків іншого самця обійдеться дорого. Це стосується і покоління бабусь і дідусів, оскільки бабусі повинні набагато частіше, ніж дідусі, інвестувати енергію в нащадків своїх дітей, і більше в нащадків своїх дочок, ніж синів.

## Ефект бабусі
Еволюційна теорія стверджує, що всі організми інвестують значні кошти у розмноження, щоб відтворити свої гени. Відповідно до батьківських інвестицій, жіночі особини людини будуть вкладати значні кошти у своє потомство, оскільки кількість доступних їм можливостей для спарювання і кількість нащадків, яких вони здатні народити за певний проміжок часу, визначена біологією їхньої статі. Цей міжпологовий інтервал (МПІ) є обмежувальним фактором для кількості дітей, яку може мати жінка, через тривалий період розвитку, який проходять людські діти. Тривале дитинство, як і тривалість пострепродуктивного життя жінок, є відносно унікальним для людини. Завдяки цій кореляції людські бабусі добре підготовлені для надання додаткової батьківської опіки дітям своїх нащадків. Оскільки їхні онуки все ще несуть у собі частину їхніх генів, в генетичному інтересі бабусі забезпечити виживання цих дітей і їхнє подальше розмноження.

### Репродуктивне старіння
Невідповідність між темпами деградації соматичних клітин і гамет у жіночих особин людини створює нерозв'язаний парадокс. Соматичні клітини деградують повільніше, і люди витрачають більше зусиль на соматичне довголіття порівняно з іншими видами. Оскільки природний відбір значно більше впливає на молодші покоління, шкідливі мутації впродовж подальшого життя стає важче відсіяти з популяції.
У жіночих плацентарних клітин кількість ооцитів яєчників фіксується під час ембріонального розвитку, можливо, як адаптація для зменшення накопичення мутацій, які потім дозрівають або деградують протягом життя. При народженні зазвичай є один мільйон яйцеклітин. Однак до менопаузи фактично дозрівають лише близько 400 яйцеклітин. У людей частота фолікулярної атрезії зростає в старшому віці (близько 38-40 років) з невідомих причин. Останні дослідження показують, що у шимпанзе, наших найближчих генетичних родичів, які живуть у неволі, вік менопаузи становить приблизно 50 років, як і у самок людини, подібні висновки відображені в дослідженні спільноти диких шимпанзе в Нгого (Уганда), опублікованому в жовтні 2023 року. Звіт про останнє дослідження ставить під сумнів гіпотезу бабусі, зазначаючи, що «…шимпанзе мають дуже відмінні від людей умови життя. Старші самки шимпанзе зазвичай не живуть поруч зі своїми дочками і не піклуються про онуків, проте самки в Нгого часто живуть після закінчення репродуктивного віку». Раніше у шимпанзе і людей спостерігався дуже схожий рівень атрезії яйцеклітин до 40-річного віку, причому у шимпанзе цей показник був значно вищим, ніж у людей.
Процес старіння людини створює дилему, яка полягає в тому, що жінки живуть довше, ніж вони здатні відтворювати потомство. Тоді перед дослідниками еволюції постає питання: чому людські організми живуть так довго після досягнення свого репродуктивного потенціалу, і чи може бути адаптивною вигодою відмова від власних спроб розмноження заради допомоги родичам?

### Батьківські обов'язки
Практика розподілу батьківських обов'язків між особами, які не є батьками, надає самкам велику перевагу, оскільки вони можуть присвятити більше зусиль та енергії для народження більшої кількості нащадків. Хоча така практика спостерігається у кількох видів тварин, вона виявилася особливо успішною стратегією для людей, які значною мірою покладаються на соціальні мережі. Одне спостереження за збирачами Ака в Центральній Африці продемонструвало, що аломатеринські зусилля по відношенню до нащадків зростали саме тоді, коли збільшувалися зусилля матері по забезпеченню засобів до існування та економічної діяльності.
Якби ефект бабусі виявився вірним, жінки в постменопаузі мали б продовжувати працювати після припинення репродуктивної функції і використовувати отримані доходи для переважного забезпечення своїх родичів. Дослідження жінок племені хадза надали такі докази. Жінки хадза, що належать до сучасної групи мисливців-збирачів у Танзанії, часто допомагають своїм онукам, добуваючи основні продукти харчування, які молодші діти не в змозі успішно здобути. Таким чином, діти потребують допомоги дорослих, щоб здобути ці важливі засоби для існування. Часто, однак, матері пригнічені турботою про молодших дітей і не можуть допомогти своїм старшим дітям добувати їжу. У цьому сенсі бабусі племені хадза стають життєво важливими для догляду за існуючими онуками і дозволяють жінкам репродуктивного віку перенаправити енергію з існуючих онуків на молодших або на інші репродуктивні зусилля.
Деякі критики висловили думку, що Гоукс та ін. недооцінили роль чоловіків хадза, які забезпечують 96 % середньодобового споживання білка — проте автори відповіли на цю критику в численних публікаціях. Інші поставили під сумнів ступінь поведінкової схожості між сучасними людьми (такими як хадза) і нашими предками-гомінідами.

### Бабусі по матері проти бабусь по батькові
Оскільки слід очікувати, що бабусі надаватимуть перевагу тим онукам, з якими вони перебувають у найкращих стосунках, допомога, яку вони надають кожному онуку, повинна відрізнятися залежно від цих стосунків. Дослідження показали, що не тільки материнські чи батьківські стосунки між бабусею і дідусем впливають на те, чи отримує онук допомогу і в якому обсязі, але й на те, яку саме допомогу він отримує. Бабусі по батькові часто мали негативний вплив на дитячу смертність. Також бабусі по матері концентруються на виживанні нащадків, тоді як бабусі по батькові підвищують народжуваність. Тому при розподілі ресурсів перевага має надаватися нащадкам доньки.
Інші дослідження зосереджувалися на генетичному зв'язку між бабусями та онуками. Такі дослідження виявили, що вплив бабусь по материнській/батьківській лінії на онуків/онучок може відрізнятися залежно від ступеня генетичної спорідненості, причому бабусі по батьківській лінії мають позитивний вплив на онучок, але згубний вплив на онуків, а невизначеність батьківства може бути менш важливою, ніж успадкування хромосом.

## Критика та альтернативні гіпотези
Деякі критики ставлять під сумнів цю гіпотезу, оскільки, хоча вона пояснює, як догляд з боку бабусь і дідусів міг би сприяти збільшенню тривалості життя жінок у пострепродуктивному віці, вона не дає пояснення, як це могло статися взагалі. Одна з теорій полягає в тому, що кількість опікунів позитивно впливає на ймовірність досягнення нащадками дорослого віку, припускаючи, що бабусі й дідусі, які беруть участь у догляді за своїми онуками, з більшою ймовірністю передають їм свої гени. Деякі версії бабусиної гіпотези стверджували, що вона допомагає пояснити тривалість людської старості. Однак демографічні дані показали, що історично зростання кількості літніх людей серед населення корелює зі зменшенням кількості молодих людей. Це дозволяє припустити, що в певний момент бабусі не були корисними для виживання своїх онуків, і не пояснює, чому перша бабуся відмовилася від репродукції заради допомоги своїм нащадкам і онукам.
Крім того, всі варіації ефекту матері або бабусі не можуть пояснити довголіття з безперервним сперматогенезом у чоловіків.
Ще одна проблема, пов'язана з гіпотезою бабусь, полягає в тому, що вона вимагає історії жіночої філопатрії. Хоча деякі дослідження припускають, що суспільства мисливців-збирачів є патріархальними, се більше фактів свідчать про те, що місце проживання серед мисливців-збирачів є мінливим, і що заміжні жінки принаймні в одному патріархальному суспільстві відвідують своїх родичів у періоди, коли родинна підтримка може бути особливо корисною для репродуктивного успіху жінки. В одному дослідженні, однак, припускається, що материнська рідня мала важливе значення для придатності синів бути батьками у патрилокальному суспільстві.
Вона також не може пояснити згубні наслідки втрати фолікулярної активності яєчників. Хоча в постменопаузі синтез естрогену в периферичних тканинах відбувається через наднирники, такі жінки, безсумнівно, стикаються з підвищеним ризиком захворювань, пов'язаних зі зниженням рівня естрогену: остеопорозу, остеоартриту, хвороби Альцгеймера та ішемічної хвороби серця.
Однак міжкультурні дослідження менопаузи виявили, що симптоми менопаузи досить різноманітні в різних популяціях, і що деякі групи жінок не розпізнають і навіть не відчувають цих «симптомів». Такий високий рівень відмінностей у симптомах менопаузи в різних популяціях ставить під сумнів вірогідність того, що менопауза є своєрідним «вибракувальним агентом», який усуває нерепродуктивних самок від конкуренції з молодими, фертильними представниками виду[джерело?]. Це також потребує пояснення парадоксу між типовим віком настання менопаузи та очікуваною тривалістю життя людей жіночої статі[джерело?].